# Marsikomerus bryanus
Marsikomerus bryanus är en mångfotingart som först beskrevs av Chamberlin 1926.  Marsikomerus bryanus ingår i släktet Marsikomerus och familjen småjordkrypare. Inga underarter finns listade i Catalogue of Life.